# Nasser Al-Attiyah
Nasser Salih Nasser Abdullah Al-Attiyah (in arabo ناصر صالح ناصر عبد الله العطية‎?; Doha, 21 dicembre 1970) è un pilota di rally e tiratore a volo qatariota; è cinque volte vincitore del Rally Dakar nella categoria auto (2011, 2015, 2019, 2022 e 2023) e vincitore del bronzo olimpico a Londra 2012 nella specialità dello skeet.

## Biografia

### Tiro a volo

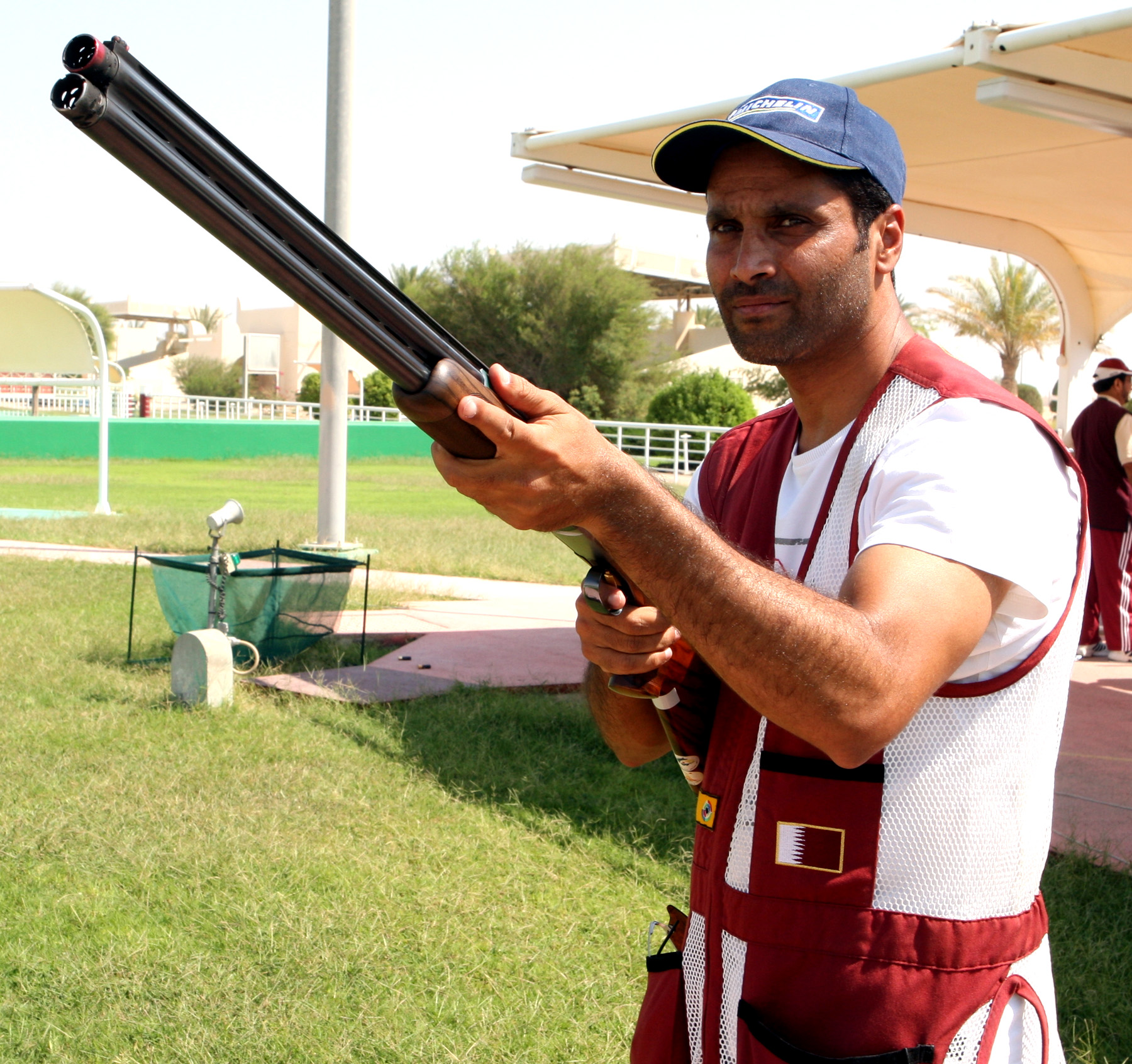
Nasser Al-Attiyah in una competizione di tiro.

Sportivo eclettico, ha partecipato a cinque edizioni consecutive dei Giochi olimpici nel tiro a volo, specialità skeet, da Atlanta 1996 a Londra 2012, giungendo quarto nell'edizione di Atene 2004 e vincendo la medaglia di bronzo in quella di Londra 2012, la terza in assoluto per il suo paese nella storia dei Giochi..
In occasione delle Olimpiadi di Pechino 2008 è stato nominato portabandiera per il Qatar.

### Rally
Come pilota, su Volkswagen, è stato il 32º vincitore del Rally Dakar su auto, nell'edizione del 2011, disputata in Argentina e Cile, battendo lo spagnolo Carlos Sainz, anch'egli su Volkswagen.. Vince nuovamente la manifestazione nel 2015 al volante di una vettura del team Mini All4 Racing. Si ripete anche nel 2019, vincendo questa volta alla guida di una Toyota Hilux. Sempre alla guida del mezzo giapponese vince poi sia l'edizione 2022 che quella del 2023.
Partecipa al Campionato del mondo rally dal 2004, vincendo il Mondiale PWRC nel 2006. È stato anche pilota del team BMW X-Raid-Monster Energy, del manager tedesco Sven Quandt.
Nelle stagioni del Campionato del mondo rally 2012 e Campionato del mondo rally 2013 è stato pilota ufficiale Citroën per la scuderia Qatar World Rally Team.
Vince il mondiale WRC-2 nel 2014 e nel 2015.
Con l'edizione del 2016 è vincitore di 12 edizioni del MERC Rally, il Campionato di rally medio-orientale.

## Risultati

### Rally Dakar
| Anno | Classe | Scuderia                         | Vettura                     | Pos. | TV |
| ---- | ------ | -------------------------------- | --------------------------- | ---- | -- |
| 2004 | Auto   | Ralliart                         | Mitsubishi Pajero Evolution | 10º  | 0  |
| 2005 | Auto   | Team X-raid                      | BMW X5 Rally Raid           | Rit  | 0  |
| 2006 | Auto   | Team X-raid                      | BMW X3 CC                   | Rit  | 0  |
| 2007 | Auto   | Team X-raid                      | BMW X3 CC                   | 6º   | 1  |
| 2009 | Auto   | Team X-raid                      | BMW X3 CC                   | SQ   | 2  |
| 2010 | Auto   | Volkswagen Motorsport            | Volkswagen Race Touareg 2   | 2º   | 4  |
| 2011 | Auto   | Volkswagen Motorsport            | Volkswagen Race Touareg 3   | 1º   | 4  |
| 2012 | Auto   | Speed Energy Racing              | Hummer H3                   | Rit  | 2  |
| 2013 | Auto   | Qatar Red Bull Rally Team        | Demon Jefferies Buggy       | Rit  | 3  |
| 2014 | Auto   | Qatar X-raid Team                | Mini ALL4 Racing            | 3º   | 2  |
| 2015 | Auto   | Qatar X-raid Team                | Mini ALL4 Racing            | 1º   | 5  |
| 2016 | Auto   | Axion X-raid Team                | Mini ALL4 Racing            | 2º   | 2  |
| 2017 | Auto   | Toyota Gazoo Racing South Africa | Toyota Hilux                | Rit  | 1  |
| 2018 | Auto   | Toyota Gazoo Racing South Africa | Toyota Hilux                | 2º   | 4  |
| 2019 | Auto   | Toyota Gazoo Racing South Africa | Toyota Hilux                | 1º   | 3  |
| 2020 | Auto   | Toyota Gazoo Racing              | Toyota Hilux                | 2º   | 1  |
| 2021 | Auto   | Toyota Gazoo Racing              | Toyota Hilux                | 2º   | 6  |
| 2022 | Auto   | Toyota Gazoo Racing              | Toyota GR DKR Hilux         | 1º   | 3  |
| 2023 | Auto   | Toyota Gazoo Racing              | Toyota GR DKR Hilux         | 1º   | 3  |
| 2024 | Auto   | Nasser Racing                    | Prodrive Hunter             | Rit  | 1  |
| 2025 | Auto   | The Dacia Sandriders             | Dacia Sandrider             | 4°   | 1  |

### Campionato del mondo rally-raid
| Anno | Scuderia             | Vettura             | 1         | 2       | 3       | 4     | 5      | Pos. | Punti |
| ---- | -------------------- | ------------------- | --------- | ------- | ------- | ----- | ------ | ---- | ----- |
| 2022 | Toyota Gazoo Racing  | Toyota GR DKR Hilux | DAK 1     | ABU 11  | MAR 3   | AND 2 |        | 1°   | 169   |
| 2023 | Toyota Gazoo Racing  | Toyota GR DKR Hilux | DAK 1     | ABU Rit | SON 1   | DES 1 | MAR 15 | 1°   | 205   |
| 2024 | Nasser Racing        | Prodrive Hunter     | DAK Rit   | ABU 1   | ULT 1   | DES 2 |        | 1°   | 202   |
| 2024 | The Dacia Sandriders | Dacia Sandrider     |           |         |         |       | MAR 1  | 1°   | 202   |
| 2025 | The Dacia Sandriders | Dacia Sandrider     | DAK 420+2 | ABU 118 | SUD 910 | ULT   | MAR    |      | 114   |

### Campionato del mondo rally

#### WRC
| 2004 | Scuderia | Vettura                |  |    |     |    |  |  |  |    |  |  |  |  |  |    |  |    | Punti | Pos. |
| ---- | -------- | ---------------------- |  | -- | --- | -- |  |  |  | -- |  |  |  |  |  | -- |  | -- | ----- | ---- |
| 2004 |          | Subaru Impreza WRX STi |  | 32 | Rit | 20 |  |  |  | 14 |  |  |  |  |  | 22 |  | 13 | 0     |      |

| 2005 | Scuderia | Vettura                |  |  |  |    |  |    |    |  |    |  |  |    |  |  |  |    | Punti | Pos. |
| ---- | -------- | ---------------------- |  |  |  | -- |  | -- | -- |  | -- |  |  | -- |  |  |  | -- | ----- | ---- |
| 2005 |          | Subaru Impreza WRX STi |  |  |  | 16 |  | 18 | 16 |  | 17 |  |  | 21 |  |  |  | 13 | 0     |      |

| 2006 | Scuderia | Vettura            |    |  |    |  |  |    |  |    |  |  |  |    |  |  |    |  | Punti | Pos. |
| ---- | -------- | ------------------ | -- |  | -- |  |  | -- |  | -- |  |  |  | -- |  |  | -- |  | ----- | ---- |
| 2006 | QMMF     | Subaru Impreza WRX | 30 |  | 10 |  |  | 15 |  | 17 |  |  |  | 19 |  |  | 26 |  | 0     |      |

| 2007 | Scuderia | Vettura            |  |    |  |     |  |     |  |    |  |  |  |  |  |  |    |  | Punti | Pos. |
| ---- | -------- | ------------------ |  | -- |  | --- |  | --- |  | -- |  |  |  |  |  |  | -- |  | ----- | ---- |
| 2007 | QMMF     | Subaru Impreza WRX |  | 27 |  | Rit |  | Rit |  | 19 |  |  |  |  |  |  | 17 |  | 0     |      |

| 2008 | Scuderia | Vettura                                       |  |    |  |     |  |  |     |    |  |  |  |  |  |  |     |  | Punti | Pos. |
| ---- | -------- | --------------------------------------------- |  | -- |  | --- |  |  | --- | -- |  |  |  |  |  |  | --- |  | ----- | ---- |
| 2008 | QMMF     | Subaru Impreza WRX STi Subaru Impreza STi N14 |  | 40 |  | Rit |  |  | Rit | 23 |  |  |  |  |  |  | Rit |  | 0     |      |

| 2009 | Scuderia           | Vettura                |  |  |    |    |   |   |    |  |  |  |  |     |  |  |  |  | Punti | Pos. |
| ---- | ------------------ | ---------------------- |  |  | -- | -- | - | - | -- |  |  |  |  | --- |  |  |  |  | ----- | ---- |
| 2009 | Autotek / Barwa RT | Subaru Impreza STi N14 |  |  | 11 | 16 | 8 | 9 | SQ |  |  |  |  | Rit |  |  |  |  | 1     | 18º  |

| 2010 | Scuderia         | Vettura                             |  |     |    |  |    |    |  |    |  |  |  |  |  |  |  |  | Punti | Pos. |
| ---- | ---------------- | ----------------------------------- |  | --- | -- |  | -- | -- |  | -- |  |  |  |  |  |  |  |  | ----- | ---- |
| 2010 | Barwa Rally Team | Škoda Fabia S2000 Ford Fiesta S2000 |  | Rit | 18 |  | 13 | 25 |  | 29 |  |  |  |  |  |  |  |  | 0     |      |

| 2011 | Scuderia         | Vettura           |  |    |  |     |    |  |    |  |    |  |     |    |  |  |  |  | Punti | Pos. |
| ---- | ---------------- | ----------------- |  | -- |  | --- | -- |  | -- |  | -- |  | --- | -- |  |  |  |  | ----- | ---- |
| 2011 | Barwa Rally Team | Ford Fiesta S2000 |  | SQ |  | Rit | 11 |  | 16 |  | 16 |  | Rit | 11 |  |  |  |  | 0     |      |

| 2012 | Scuderia  | Vettura         |  |    |   |   |    |     |  |  |   |    |     |  |  |  |  |  | Punti | Pos. |
| ---- | --------- | --------------- |  | -- | - | - | -- | --- |  |  | - | -- | --- |  |  |  |  |  | ----- | ---- |
| 2012 | Qatar WRT | Citroën DS3 WRC |  | 21 | 6 | 4 | 93 | Rit |  |  | 8 | 10 | Rit |  |  |  |  |  | 28    | 12º  |

| 2013 | Scuderia  | Vettura            |  |  |   |   |  |   |  |  |    |  |  |     |    |  |  |  | Punti | Pos. |
| ---- | --------- | ------------------ |  |  | - | - |  | - |  |  | -- |  |  | --- | -- |  |  |  | ----- | ---- |
| 2013 | Qatar WRT | Ford Fiesta RS WRC |  |  | 5 | 5 |  | 5 |  |  | 13 |  |  | Rit | WD |  |  |  | 30    | 11º  |

| 2014 | Scuderia | Vettura         |  |  |  |   |    |     |  |  |    |    |  |    |    |  |  |  | Punti | Pos. |
| ---- | -------- | --------------- |  |  |  | - | -- | --- |  |  | -- | -- |  | -- | -- |  |  |  | ----- | ---- |
| 2014 |          | Ford Fiesta RRC |  |  |  | 9 | 10 | Rit |  |  | 17 | 11 |  | 10 | 17 |  |  |  | 4     | 22º  |

| 2015 | Scuderia | Vettura                        |  |  |   |  |    |    |     |  |    |    |  |    |  |  |  |  | Punti | Pos. |
| ---- | -------- | ------------------------------ |  |  | - |  | -- | -- | --- |  | -- | -- |  | -- |  |  |  |  | ----- | ---- |
| 2015 |          | Ford Fiesta RRC Škoda Fabia R5 |  |  | 7 |  | 11 | 12 | Rit |  | 17 | 10 |  | 12 |  |  |  |  | 7     | 16º  |

| Legenda | 1º posto | 2º posto | 3º posto | A punti | Senza punti | Ritirato | Squalificato | NP=Non partito C=Gara cancellata | Apice=Power stage |

#### SWRC/WRC-2
| 2010 | Scuderia         | Vettura                             |  |     |   |  |   |   |  |   |  |  |  |  |  |  |  |  | Punti | Pos. |
| ---- | ---------------- | ----------------------------------- |  | --- | - |  | - | - |  | - |  |  |  |  |  |  |  |  | ----- | ---- |
| 2010 | Barwa Rally Team | Škoda Fabia S2000 Ford Fiesta S2000 |  | Rit | 4 |  | 5 | 7 |  | 7 |  |  |  |  |  |  |  |  | 34    | 7º   |

| 2011 | Scuderia         | Vettura           |  |    |  |     |   |  |   |  |   |  |     |   |  |  |  |  | Punti | Pos. |
| ---- | ---------------- | ----------------- |  | -- |  | --- | - |  | - |  | - |  | --- | - |  |  |  |  | ----- | ---- |
| 2011 | Barwa Rally Team | Ford Fiesta S2000 |  | SQ |  | Rit | 4 |  | 6 |  | 2 |  | Rit | 2 |  |  |  |  | 56    | 7º   |

| 2014 | Scuderia | Vettura         |  |  |  |   |   |     |  |  |   |   |  |   |   |  |  |  | Punti | Pos. |
| ---- | -------- | --------------- |  |  |  | - | - | --- |  |  | - | - |  | - | - |  |  |  | ----- | ---- |
| 2014 |          | Ford Fiesta RRC |  |  |  | 1 | 1 | Rit |  |  | 5 | 1 |  | 1 | 6 |  |  |  | 118   | 1º   |

| 2015 | Scuderia | Vettura                        |  |  |   |  |   |   |     |  |   |   |  |   |  |  |  |  | Punti | Pos. |
| ---- | -------- | ------------------------------ |  |  | - |  | - | - | --- |  | - | - |  | - |  |  |  |  | ----- | ---- |
| 2015 |          | Ford Fiesta RRC Škoda Fabia R5 |  |  | 1 |  | 1 | 5 | Rit |  | 4 | 1 |  | 3 |  |  |  |  | 112   | 1º   |

| Legenda | 1º posto | 2º posto | 3º posto | A punti | Senza punti | Ritirato | Squalificato | NP=Non partito C=Gara cancellata | Apice=Power stage |

#### PWRC

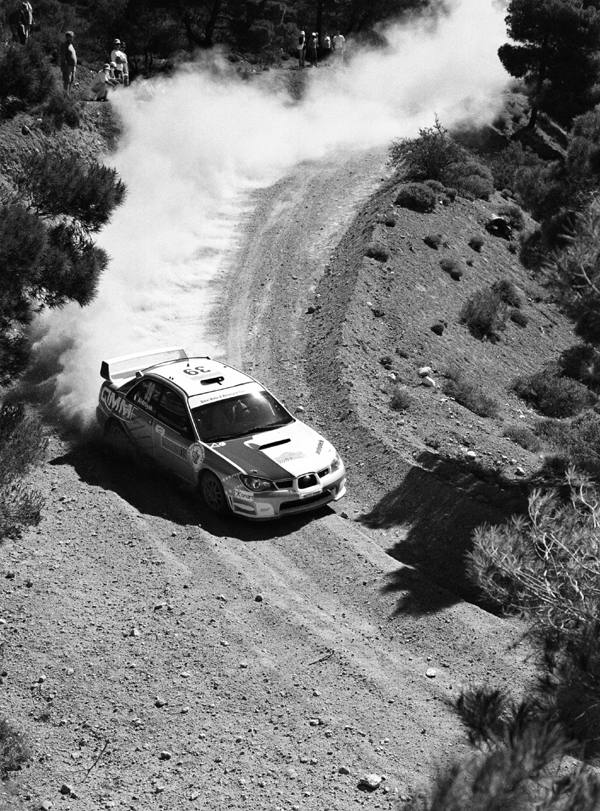
Al-Attiyah al volante di una Subaru Impreza WRX STI al Rally dell'Acropoli 2006.

| 2004 | Scuderia | Vettura                |  |   |     |   |  |  |  |   |  |  |  |  |  |   |  |   | Punti | Pos. |
| ---- | -------- | ---------------------- |  | - | --- | - |  |  |  | - |  |  |  |  |  | - |  | - | ----- | ---- |
| 2004 |          | Subaru Impreza WRX STi |  | 7 | Rit | 7 |  |  |  | 3 |  |  |  |  |  | 7 |  | 5 | 17    | 7º   |

| 2005 | Scuderia | Vettura |  |  |  |   |  |   |   |  |   |  |  |   |  |  |  |   | Punti | Pos. |
| ---- | -------- | ------- |  |  |  | - |  | - | - |  | - |  |  | - |  |  |  | - | ----- | ---- |
| 2005 |          |         |  |  |  | 4 |  | 5 | 3 |  | 1 |  |  | 3 |  |  |  | 5 | 35    | 2º   |

| 2006 | Scuderia | Vettura            |   |  |   |  |  |   |  |   |  |  |  |   |  |  |   |  | Punti | Pos. |
| ---- | -------- | ------------------ | - |  | - |  |  | - |  | - |  |  |  | - |  |  | - |  | ----- | ---- |
| 2006 | QMMF     | Subaru Impreza WRX | 3 |  | 2 |  |  | 1 |  | 1 |  |  |  | 5 |  |  | 7 |  | 40    | 1º   |

| 2007 | Scuderia | Vettura            |  |   |  |     |  |     |  |   |  |  |  |  |  |  |   |  | Punti | Pos. |
| ---- | -------- | ------------------ |  | - |  | --- |  | --- |  | - |  |  |  |  |  |  | - |  | ----- | ---- |
| 2007 | QMMF     | Subaru Impreza WRX |  | 7 |  | Rit |  | Rit |  | 5 |  |  |  |  |  |  | 3 |  | 12    | 9º   |

| 2008 | Scuderia | Vettura                |  |    |  |     |  |  |     |    |  |  |  |  |  |  |     |  | Punti | Pos. |
| ---- | -------- | ---------------------- |  | -- |  | --- |  |  | --- | -- |  |  |  |  |  |  | --- |  | ----- | ---- |
| 2008 | QMMF     | Subaru Impreza STi N14 |  | 17 |  | Rit |  |  | Rit | 10 |  |  |  |  |  |  | Rit |  | 0     |      |

| 2009 | Scuderia           | Vettura                |  |  |   |   |   |   |    |  |  |  |  |     |  |  |  |  | Punti | Pos. |
| ---- | ------------------ | ---------------------- |  |  | - | - | - | - | -- |  |  |  |  | --- |  |  |  |  | ----- | ---- |
| 2009 | Autotek / Barwa RT | Subaru Impreza STi N14 |  |  | 3 | 4 | 1 | 1 | SQ |  |  |  |  | Rit |  |  |  |  | 31    | 3º   |

| Legenda | 1º posto | 2º posto | 3º posto | A punti | Senza punti | Ritirato | Squalificato | NP=Non partito C=Gara cancellata | Apice=Power stage |

### Extreme E
| Anno | Squadra      | Vettura           | 1       | 2       | 3        | 4       | 5     | 6     | 7     | 8     | 9     | 10    | Pos. | Punti |
| ---- | ------------ | ----------------- | ------- | ------- | -------- | ------- | ----- | ----- | ----- | ----- | ----- | ----- | ---- | ----- |
| 2022 | ABT CUPRA XE | CUPRA Tavascan XE | DES 8   | ISO1 9  | ISO2 SQ  | RAM 3   | ENE 1 |       |       |       |       |       | 6°   | 46    |
| 2023 | ABT CUPRA XE | CUPRA Tavascan XE | DES 1 9 | DES 2 4 | IDR 1 10 | IDR 2 8 | ISO 1 | ISO 2 | ISO 3 | ISO 4 | RAM 1 | RAM 2 | 15°  | 20    |

### Altri risultati
2008
- all'Italian Baja su BMW X3 CC del team X-Raid
- all'Abu Dhabi Desert Challenge su BMW X3 CC del team X-Raid
- al Baja España-Aragón su BMW X3 CC del team X-Raid

2010
- al Silk Way Rally su Volkswagen Touareg

### Tiro a volo

#### Giochi olimpici
- 1 medaglia:
  - 1 bronzo (skeet a Londra 2012).

#### Campionati asiatici
- 5 medaglie:
  - 3 ori (skeet a Bangkok 2001; skeet a Singapore 2006; skeet a Doha 2012).
  - 2 argenti (skeet a Jakarta 1995; skeet a Delhi 2003).

#### Giochi asiatici
- 1 medaglia:
  - 1 bronzo (skeet a Guangzhou 2010).